# Candido Grassi
Candido Grassi (Udine, 15 maggio 1910 – Udine, 15 luglio 1969) è stato un politico e partigiano italiano.

## Biografia
Durante il secondo conflitto mondiale, aveva partecipato al ciclo operativo nei Balcani come capitano di complemento dei Bersaglieri. Quell'esperienza lo convinse dell'assurdità della guerra e della brutalità dell'occupazione nazifascista. Al momento dell'Armistizio, Grassi si trovava a Udine. Fu tra i primi ad organizzare i gruppi antifascisti locali e a sostenere l'opportunità di un insediamento partigiano sulle alture della città. Gettò così le basi di quella che sarebbe diventata la Brigata "Osoppo". Nata dall'accordo tra la DC, il Partito d'Azione e altri partiti del CLN udinese, la "Osoppo" (comandata dal professore, che aveva assunto il nome di battaglia di "Verdi"), operò per 20 mesi. Nell'Alto Friuli e nella pianura tra il Livenza e l'Isonzo, i partigiani di "Verdi" si batterono contro i nazifascisti accanto ai garibaldini organizzati dal Partito comunista. Fu proprio Grassi a proporre un ufficio di coordinamento tra le formazioni di diverso orientamento politico, mentre don Aldo Moretti teneva i collegamenti col CLN. Fu sempre "Verdi" che, durante le grandi offensive nazifasciste dell'autunno-inverno 1944, suggerì (basandosi sulla sua esperienza nei Balcani), la tattica che permise al grosso delle forze partigiane di evitare la distruzione. Nell'aprile del 1945, Grassi si trovò così a comandare cinque Divisioni "Osoppo", ordinate su 18 Brigate. Dopo la Liberazione Candido Grassi tornò all'insegnamento e alla pittura. Fu anche chiamato alla Sovrintendenza ai monumenti di Udine e fu pure eletto, per il PSI, consigliere comunale e provinciale. Soprattutto non dimenticò mai il periodo della Resistenza, alla cui memoria dedicò (come dirigente dell'Istituto per la Storia del movimento di liberazione nel Friuli-Venezia Giulia), importanti studi e ricerche.
Fu eletto deputato della I legislatura della Repubblica Italiana nelle file di Unità Socialista.